# Gloria Jean
Gloria Jean (* 14. April 1926 in Buffalo, New York als Gloria Jean Schoonover; † 31. August 2018 in Mountain View, Hawaii) war eine US-amerikanische Schauspielerin und Sängerin.

## Leben und Karriere
Gloria Jean begann ihre Showkarriere bereits als Kind bei lokalen Radiosendern, wo sie unter anderem neben Paul Whiteman und seiner Band spielte. Ihre Gesangslehrerin brachte sie zu einem Vorsprechen bei Universal Studios in Hollywood, wo sie sofort einen Studiovertrag erhielt. Der Universal-Produzent Joe Pasternak plante Jean als Nachfolgerin des fünf Jahre älteren Musical-Stars Deanna Durbin, die gerade vom Kinderstar ins Erwachsenenfach wechselte. Gleich in ihrem Filmdebüt The Under-Pup (1939) erhielt Jean die Hauptrolle, neben ihr spielten unter anderem Robert Cummings, C. Aubrey Smith und Beulah Bondi. In den folgenden Jahren spielte sie für Universal in zahlreichen Filmen Hauptrollen, wobei sie stets ausgebaute Gesangsparts hatte. Sie spielte unter anderem mit Robert Stack im Musicalfilm A Little Bit of Heaven (1940) sowie als Nichte von W. C. Fields in Gib einem Trottel keine Chance (1941). In mehreren Filmen trat sie an der Seite anderer Jugendstars wie Donald O’Connor und Peggy Ryan auf.
Den Sprung ins Erwachsenenfach machte sie 1944 mit dem Film noir Destiny, in dem sie als blindes Mädchen einem entflohenen Verbrecher begegnet. Nach dem Ende ihres Vertrages mit Universal tourte sie für zwei Jahre durch das Land, ehe sie 1947 neben Groucho Marx in Copacabana ihr Film-Comeback gab. Der Zenit ihrer Karriere war zu diesem Zeitpunkt allerdings bereits überschritten und sie bekam nur anschließend nur noch wenige Filmangebote. Nachdem Jean in den 1950er-Jahren hauptsächlich mit Gastrollen im Fernsehen auftrat, zog sie sich Anfang der 1960er-Jahre aus dem Schauspielgeschäft zurück. 1991 erhielt sie den Young Artist Award für ihr Werk als Jungdarstellerin.
Sie war zwischen 1962 und 1966 mit Franco Cellini verheiratet, die Ehe wurde geschieden. Später lebte sie mit ihrem Sohn und seiner Familie in Hawaii und trat mehrfach in filmgeschichtlichen Dokumentationen auf. 2005 veröffentlichte sie ihre Autobiografie Gloria Jean: A Little Bit of Heaven. Sie starb Ende August 2018 im Alter von 92 Jahren an Herzversagen.

## Filmografie (Auswahl)
- 1939: The Under-Pup
- 1940: If I Had My Way
- 1941: Gib einem Trottel keine Chance (Never Give a Sucker an Even Break)
- 1943: Moonlight in Vermont
- 1943: Mister Big
- 1944: Destiny
- 1944: Ghost Catchers
- 1944: Follow the Boys
- 1947: Copacabana
- 1949: Manhattan Angel
- 1955: Annie Oakley (Fernsehserie, 2 Folgen)
- 1959: Laffing Time
- 1961: Ich bin noch zu haben (The Ladies Man)
- 1962: Saints and Sinners (Fernsehserie, 1 Folge)

## Auszeichnungen
- 1991: Young Artist Award als Former Child Star Lifetime Achievement Award